# Hoa nở không màu
"Hoa nở không màu" là một ca khúc nhạc trẻ do nhạc sĩ Nguyễn Minh Cường sáng tác và Hoài Lâm trình bày. Bản acoustic của ca khúc được phát hành vào ngày 26 tháng 6 năm 2020 trên nền tảng video trực tuyến YouTube. Ca khúc nhanh chóng lọt vào top trending YouTube, đứng đầu một số bảng xếp hạng âm nhạc Việt Nam và được xướng tên vào danh sách 10 MV nổi bật của Việt Nam trong năm 2020 do YouTube công bố. Bài hát cũng đoạt giải Ca khúc của năm tại Làn Sóng Xanh 2020, giải Bài hát của năm tại Giải thưởng âm nhạc Cống hiến 2021, đồng thời giúp nhạc sĩ Nguyễn Minh Cường giành giải Nhạc sĩ của năm tại giải thưởng âm nhạc này.
Với đón nhận tích cực, bài hát đã được rất nhiều nghệ sĩ hát lại như Hương Ly, Nguyễn Trần Trung Quân, Ái Phương, Khánh Phương, Phương Mỹ Chi, Văn Mai Hương, Thanh Hà, Minh Tuyết, Thanh Thảo, Trương Thế Vinh, Bằng Kiều, Bạch Công Khanh, Lam Anh, chính nhạc sĩ Nguyễn Minh Cường... Một trong số bản hát lại nổi bật đó có bản của Trần Thu Hà trong mascot Phượng Hoàng Lửa ở tập 6, chương trình Ca sĩ mặt nạ, mùa 1. Bài hát có các phiên bản về phòng chống đại dịch COVID-19 tại Việt Nam của nhạc sĩ Nguyễn Minh Cường, Hà Chương và Bạch Tuyết.

## Giải thưởng
| Giải thưởng       | Hạng mục                      | Tư cách nhận giải  | Kết quả   | Ct            |
| ----------------- | ----------------------------- | ------------------ | --------- | ------------- |
| Âm nhạc Cống hiến | Bài hát của năm               | "Hoa nở không màu" | Đoạt giải | [ 13 ]        |
| Giải Mai Vàng     | Nam ca sĩ nhạc nhẹ            | "Hoa nở không màu" | Đề cử     | [ 14 ]        |
| Làn Sóng Xanh     | Nam ca sĩ của năm             | Hoài Lâm           | Đề cử     | [ 15 ] [ 16 ] |
| Làn Sóng Xanh     | Ca khúc của năm               | "Hoa nở không màu" | Đoạt giải | [ 15 ] [ 16 ] |
| Làn Sóng Xanh     | Bài hát hiện tượng            | "Hoa nở không màu" | Đề cử     | [ 15 ] [ 16 ] |
| Làn Sóng Xanh     | Top 10 ca khúc được yêu thích | "Hoa nở không màu" | Đoạt giải | [ 15 ] [ 16 ] |